# Жуков Олексій Юрійович
Олексі́й Юрійович Жу́ков — (нар. 31 серпня 1984, Україна) — український військовослужбовець, полковник Збройних сил України. Учасник російсько-української війни. Позивний «Туман».

## Нагороди
За особисту мужність і героїзм, виявлені у захисті державного суверенітету та територіальної цілісності України, вірність військовій присязі під час російсько-української війни
- нагороджений орденом Богдана Хмельницького III ступеня (26.2.2015).